# Бачинин, Иван Елисеевич
Иван Елисеевич Бачинин (13 сентября 1918, с. Арамашка, Екатеринбургский уезд, Пермская губерния, РСФСР — 15 января 2007, Екатеринбург, Россия) — Герой Социалистического Труда, бригадир вальщиков Отрадновского леспромхоза.

## Биография
Родился 13 сентября 1918 года в селе Арамашка Екатеринбургского уезда Пермской губернии (ныне — Режевской район Свердловской области).
Трудовую деятельность начал вальщиком Отрадновского леспромхоза Свердловской области, мотористом электропилы Отрадновского леспромхоза.
Участник Великой Отечественной войны. Награждён Орден Отечественной войны II степени (06.11.1985).
Был делегатом XXII съезда КПСС в 1961 году.
Скончался 15 января 2007 года в Екатеринбурге, похоронен на Широкореченском кладбище.

## Награды
- 05.10.1957 — звание Герой Социалистического Труда с золотой медалью Серп и Молот и орден Ленина «за выдающиеся успехи, достигнутые в деле развития лесной промышленности»[5].